# 歐拉線
在平面几何中，欧拉线，或稱尤拉線（图中的红线）是指过三角形的垂心（蓝）、外心（绿）、重心（黄）和九点圆圆心（红点）的一条直线。莱昂哈德·欧拉，也稱尤拉，证明了在任意三角形中，以上四点共线。欧拉线上的四点中，九点圆圆心到垂心和外心的距离相等，而且重心到外心的距离是重心到垂心距离的一半。注意內心一般不在歐拉線上，除了等腰三角形外。

## 证明
如图{\displaystyle H,G,O}分别是{\displaystyle {\triangle }ABC}的垂心，重心，外心。
設{\displaystyle D}為直線{\displaystyle BO}和{\displaystyle {\triangle }ABC}外接圆的交點，並连结{\displaystyle AH,AD,CD,CH}。
（1）
{\displaystyle {\because \quad }BD}是直徑，{\displaystyle {\therefore \quad }CD{\perp }BC}且{\displaystyle AD{\perp }AB}。
又{\displaystyle H}是垂心，{\displaystyle {\therefore \quad }AH{\perp }BC}且{\displaystyle CH{\perp }AB}。
{\displaystyle {\therefore \quad }CD//AH}，{\displaystyle AD//CH}。
{\displaystyle ADCH}为平行四边形。
->{\displaystyle AH=DC}
又{\displaystyle O,\;M}分别是{\displaystyle BD,\;CB}的中点，
{\displaystyle {\therefore \quad }DC=2OM}，
{\displaystyle AH=2OM}
（2）
作{\displaystyle BC}边上的中线{\displaystyle AM,}连结{\displaystyle OM,\;OH}
设{\displaystyle OH}交{\displaystyle AM}于点{\displaystyle G'}
{\displaystyle {\because \quad }OM{\perp }BC,\;{\triangle }AHG'{\sim \triangle }MOG',\;AH=DC=2OM}，
{\displaystyle {\therefore \quad }AG'=2G'M}，
{\displaystyle {\therefore \quad }G'}即{\displaystyle \triangle ABC}的重心{\displaystyle G}
{\displaystyle \therefore \quad \triangle ABC}的垂心{\displaystyle H,}重心{\displaystyle G,}外心{\displaystyle O}三点共线{\displaystyle ,}直线{\displaystyle HGO}即欧拉线

## 推论
九点圆的圆心也在欧拉线上，且在垂心到外心的线段的中点
如图，H、G、Ω分别是△ABC的垂心、重心、外心，三角形的三边中点I i，三高的垂足Hi，和顶点到垂心的三条线段的中点J i
令HΩ和J1I1的交点为K，∵BΩ=CΩ，BI1=CI1，∴ΩI1⊥BC，又∵AH1⊥BC，∴ΩI1∥AH1。
∵∠GΩI1=∠AHG，∠GAH=∠GI1Ω，∴△AGH∽△GΩI1。∵AG=2GI1，∴AH=2ΩI1，即ΩI1=J1H。
∵ΩI1∥AH1， J1H=ΩI1 ∴J1K=KI1, HK = KΩ。
同理J2K=KI2， J3K=KI3。 可知K为九点圆圆心。
∵点K在HΩ上，HK = KΩ
∴九点圆圆心在欧拉线上，且在垂心到外心的线段的中点。